# ابن میمون
موسی بن میمون (عبری: משה בן מימון‎ و عربی: أبو عمران موسى بن ميمون بن عبيد الله القرطبي) در سال ۱۱۳۵ میلادی، در کوردوبا در اندلس (اسپانیای کنونی) زاده شد. وی ربی، پزشک، ستاره‌شناس، فیلسوف و دانشمند اسپانیایی یهودی بود. وی در سده‌های میانه، در مراکش، اندلس و مصر زیسته و افکار و آرای او در جهان غیریهودی نیز پراکنده شده‌است. او از علمای بزرگ یهود است که در مورد او گفته‌اند: «از موسی (ابن عمران) تا موسی (ابن میمون) کسی مانند موسی برنخاسته است»

## نام
نام کامل ابن میمون به عبری موشِه بِن مَیْمون (عبری: משה בן מימון) و نام عربی او ابوعمران موسی بن میمون بن عبدالله القرطبی الإسرائیلی است. در مغرب‌زمین، او معمولاً با نام یونانی موسی میمونیدِس (Μωυσής Μαϊμονίδης) شناخته می‌شود. البته تمام این نام‌ها به معنی موسی پسر میمون است. بسیاری از آثار یهودی، نام او را میمونی (מימוני) ضبط کرده‌اند. در بعضی کتاب‌های یهودی، ابن میمون رمبام(רמב"ם) خوانده می‌شود که مخفف ربی موشه بن میمون است.

## زندگی
ابن میمون در سال: 513 هجری قمری در کوردوبا در اسپانیا زاده شد. سال تولد او مورد اختلاف است. شلومو پاینس، تاریخ تولد او را در سال 516 هجری قمری دانسته‌است. ابن میمون در زمانی زاده شد که بسیاری آن را پایان عصر طلایی فرهنگ یهودی در اسپانیا پس از چندین سال سلطه مسلمانان دانسته‌اند. در کودکی، ابن میمون به مطالعه علوم و فلسفه پرداخت. مطالعات وی منحصر به آثار یهودی نبود، بلکه بسیاری از آثار فیلسوفان یونانی و نیز آثار فیلسوفان مسلمان را مطالعه نمود. ابن میمون پشتیبان عرفان دانسته نمی‌شود؛ او با شعر مخالفت کرد. پدرش میمون، به وی تورات و تنخ یهودی را آموزش داد که خود او را ربی یوسف بن میگاش آموزش داده بود.

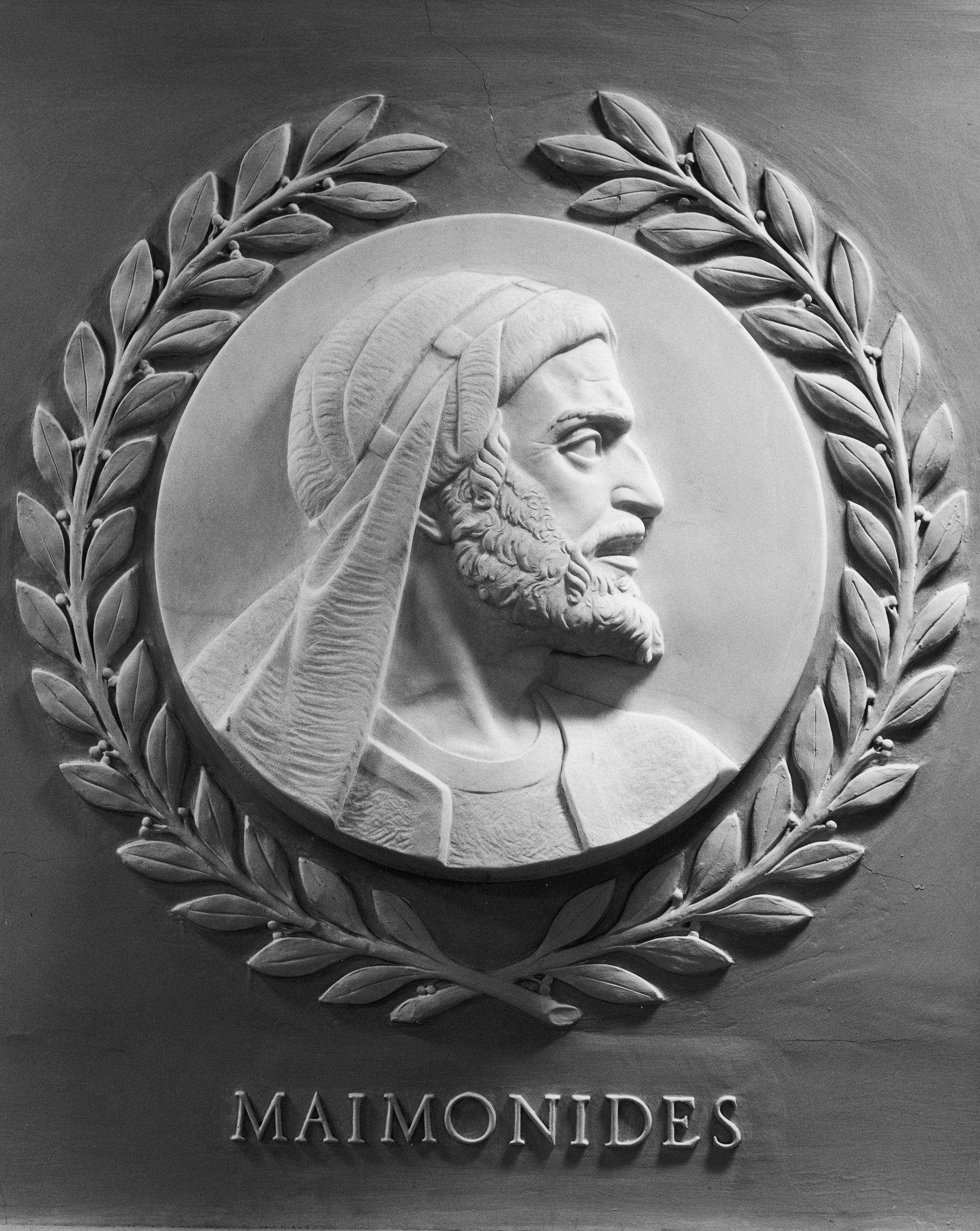
نقش‌برجسته ای از موسی بن میمون در مجلس نمایندگان ایالات متحده آمریکا برای گرامیداشت یاد او به عنوان یکی از ۲۳ شخصیت برجستهٔ جهان در امر قانونگذاری در سرتاسر تاریخ.

پس از فتح کوردوبا در سال ۱۱۴۸ به دست مسلمانان از آفریقا، یهودیان اسپانیا سه گزینه در اختیار داشتند؛ روی آوردن به اسلام، مرگ و تبعید. خانواده ابن میمون به همراه اکثریت یهودیان دیگر، تبعید را اختیار کردند. در ده سال آینده، آن‌ها در جنوب اسپانیا، از شهری به شهر دیگر آواره شدند؛ اما سرانجام در شهر فاس واقع در مراکش شمال آفریقا سکنی گزیدند. در طی سال‌های 554 تا 556 هجری قمری، ابن میمون شروع به نوشتن تفسیری بر میشنا کرد، رساله‌های کوتاهی در منطق و نیز در باب گاه‌شماری یهودی، و یادداشت‌های چندجانبه‌ای بر چند مبحث تلمود و هاگادا و نیز یک مجموعه احکام شرعی تألیف کرد.
ابن میمون در فاس زیرنظر یهودا کوهن ابن‌سوسن به کسب علم و دانش پرداخت و کار بر روی تفسیرش بر میشنا و نیز طرح‌های تحقیقاتی گسترده‌اش را ادامه داد. ابن میمون پس از کشته شدن استادش، فاس را ترک کرد و به عکا گریخت و چند ماه در آن‌جا ماند. سپس ابن میمون به همراه خانواده‌اش به سوی مصر حرکت کرد؛ آن‌ها مدتی در اسکندریه توقف کردند و سپس از آن‌جا به فسطاط رفتند. پیش از رسیدن به فسطاط، ابن میمون مدتی هم در اورشلیم توقف داشته‌است.
برنارد لوئیس معتقد است که ابن میمون در مصر یهودیتش را آشکار کرد و برای مدتی رهبر جامعهٔ یهودیان قاهره شد. او به نقل از تاریخ الحکماء ابن قفطی می‌نویسد:
روزی یک زائر مسلمان از مراکش ادعا کرد که ابن میمون را شناخته‌است و اعلام کرد که او یک مرتد از اسلام است و خواستار اشد مجازات برای این گناه کبیره شد. قاضیِ مصری حکم داد که از آنجایی که ادعای فرد مبنی بر گرویدن به اسلامِ ابن میمون با اختیار او نبوده، اسلام آوردنی رخ نداده‌است که مسئلهٔ ارتداد مطرح شود. ابن میمون آزاد بود که دینش را داشته باشد و به فعالیتش ادامه دهد.
| بخش از مجموعه                                                                          |
| یهودیت                                                                                 |
| Star of David · Ten Commandments · Menorah                                             |
| رده:یهودیت                                                                             |
| یهود · یهودیت · اسباط                                                                  |
| ارتودوکس                                                                               |
| حریدی · حسیدی · ارتودوکس مدرن                                                          |
| فلسفه یهودی                                                                            |
| اصول دین · منیان · کابالا                                                              |
| قوانین نوح · خدا · آخرت · مسیح در یهودیت                                               |
| یهودیان به عنوان قوم برگزیده · هولوکاست · هلاخا · کشروت· ده فرمان                      |
| صنیوت · صدکه · اخلاق · جنبش مسار                                                       |
| متون دینی                                                                              |
| تورات · تنخ · تلمود · میدراش · توسفتا                                                  |
| آثار حاخامی · هاگادا · میشنا· باریتا                                                   |
| تور · شولحان عاروخ ·                                                                   |
| حماش · سیدور · زوهار ·                                                                 |
| شهرهای مقدس                                                                            |
| اورشلیم · صفد · حبرون · طبریه                                                          |
| شخصیت‌های مهم                                                                           |
| ابراهیم · اسحق · یعقوب                                                                 |
| ساره · ربه‌کا · راحیل · لیه                                                             |
| موسی · دبوره · روت · داوود · سلیمان                                                    |
| الیاس · هیلل · شمای · یهودا هناسی                                                      |
| سعادیا گائون · راشی · اسحاق الفاسی · ابن عزرا · توسفتانویسان                           |
| یوسف آلبو · یوسف قارو · آشر بن یهیئل                                                   |
| بعل شم طوو · موسی بن میمون · فیلون اسکندرانی                                           |
| اوادیا یوسف · موشه بن نحمان · موشه فینشتاین · العازر شاخ                               |
| زندگی یهودی                                                                            |
| بریت · بنای مصوا · ازدواج                                                              |
| نیدا· عزاداری                                                                          |
| نقش‌های مذهبی                                                                           |
| حاخام · ربی                                                                            |
| کاهن یهودی ·                                                                           |
| دیان · روش یشیوا                                                                       |
| ساختمان‌های مذهبی                                                                       |
| کنیسه · میکوه · هیکل سلیمان / خیمه‌گاه                                                  |
| مقالات مذهبی                                                                           |
| شبات · تفیلین · زنان · سفر تورات· بدکن· قربانی                                         |
| ستاره داوود · منوره · شوفار                                                            |
| اربعه مینیم                                                                            |
| نماز                                                                                   |
| نماز · شماع · عمیده ·                                                                  |
| قدیش ·هولده                                                                            |
| یهودیت و دیگر ادیان                                                                    |
| مسیحیت · اسلام ·                                                                       |
| ادیان ابراهیمی · تکثرگرایی                                                             |
| مورمونیسم · "یهودی مسیحی" · دیگران                                                     |
| مطالب وابسته                                                                           |
| نقد یهودیت · یهودستیزی                                                                 |
| یهوددوستی · یشیوا· صهیونیسم· یهودیان آمریکا· فهرست دانشمندان و فیلسوفان یهودی · کوربان |
| ن ب و                                                                                  |

ابن میمون پس از مرگ پدرش، تحت حمایت مالی برادرش داوود، که در کار بازرگانی و خرید و فروش سنگ‌های گران‌قیمت و جواهرات بود، قرار گرفت. او در این مرحله، به نوشتن می‌پرداخت و رهبر جامعه یهود بود. پس از مرگ برادرش در اقیانوس هند، ابن میمون به طبابت روی آورد.
در فسطاط، ابن میمون به عنوان پزشک مخصوص سلطان صلاح‌الدین ایوبی و وزیرش افضل علی برگزیده شد؛ در جنگ‌های صلیبی وی ریچارد شیردل را نیز درمان کرد. او را از بزرگ‌ترین پزشکان عصر خود دانسته‌اند. ابن میمون تحت تأثیر بسیاری از متفکران مسلمان به ویژه ابن رشد و امام محمد غزالی بود.
وی در فسطاط مرد و در تیبریاس (در اسرائیل کنونی) به خاک سپرده شد. پسرش ابراهیم بن رمبام خود از دانشمندان برجسته یهود بود، که در دربار ایوبیان به پزشکی می‌پرداخت.

## فلسفهٔ اسلامی
ابن میمون آشنایی گسترده‌ای با فلسفهٔ اسلامی داشت و شاگرد ابن الافلح، یکی از شاگردان ابوبکر بین صائغ بود. وی همهٔ آثار ابن رشد با به‌جز الحسّ و المحسوس مورد بررسی قرار داده بود. برخی از مسائلی که وی در کتاب دلالة الحائرین مطرح کرده همساز و هماهنگ با کتب فلاسفهٔ اسلامی است، تا آنجا که برخی گفته‌اند همچنان که محمد بن زکریای رازی را که به دین و مذهب پایبند نبود و نبوت را انکار می‌کرد را در زمرهٔ فلاسفهٔ اسلامی و «فیلسوف ری» می‌خوانند، موسی بن میمون را نیز می‌توان در زمرهٔ فلاسفهٔ اسلامی دانست.
وی در دلالة الحائرین اندیشه‌های متکلمان معتزلی و اشعری همچون ابوحامد غزالی، ابن باجه و ابن طفیل را مورد بررسی قرار می‌دهد. در این کتاب اشاره می‌کند که اصحاب ما - یعنی متکلمان یهودی - آنچه دریافت کردند از متکلمان معتزلی مسلمان بوده‌است.

## دیدگاه‌ها

### ختنه
او در کتاب دلالة الحائرین هدف عمل ختنه را تضعیف آلت تناسلی و نیز کاهش لذت و هیجانات جنسی، بدون اینکه توانایی تولید مثل از بین رود بیان کرد. او اینگونه استدلال کرد که برداشتن پوششی (پیش‌پوست) که روی سر آلت تناسلی را می‌پوشاند باعث تضعیف این عضو و کاهش لذت جنسی و افکار شهوت‌انگیز خواهد شد.
در مورد ختنه فکر می‌کنم که یکی از اهداف، محدود کردن آمیزش جنسی، تضعیف آلت تولید مثلی در حد ممکن و آرام‌تر کردن مرد است. بعضی باور دارند که ختنه زدودن یک کاستی از ساختار بدن است؛ اما هرکسی به راحتی می‌تواند جواب دهد: چگونه ممکن است آفرینش طبیعت دارای کاستی باشد و نیاز به کامل شدن از بیرون داشته باشد، به خصوص که کاربرد پیش‌پوست برای آلت بدیهی است. این فرمان امر به کامل کردن نقص فیزیکی خلقت نکرده، بلکه چاره‌ای برای کامل کردن کاستی‌های اخلاقی انسان است. خواسته اصلی آسیب بدنی‌ای است که به آلت وارد می‌شود؛ این آسیب هیچ‌یک از کارکردهای اصلی یا قدرت تولیدمثل را از بین نمی‌برد. در حقیقت ختنه، شهوت بیش از اندازه را خنثی می‌کند، از آنجایی که هیچ شکی در اینکه ختنه قدرت هیجانات جنسی را تضعیف می‌کند و گاهی لذات جنسی را نیز کاهش می‌دهد نیست. آلت لزوماً به خاطر از دست دادن پوشش خود در همان ابتدا و نیز خونریزی تضعیف می‌شود.

## آثار
آثار ابن میمون دربارهٔ قوانین خاخامی، نوشته‌های پزشکی و فلسفه یهودیت است. بیشتر نوشته‌های وی به زبان عربی است. هرچند میشناتوره به زبان عبری نوشته شده‌است. کتاب‌های او دربارهٔ یهودیت عبارت‌است از:
- تفسیر میشنا (عبری: پیروش همیشنایوت)، به زبان عربی نوشته شده‌است. این متن یکی از نخستین تفسیرهای میشنا بدین شیوه‌است.
- سفر همیصفوت
- میشنا تورا
- رساله شهادت
- دلالة الحائرین: اثری فلسفی که با بهره‌گیری از شارحان بزرگ مسلمانِ ارسطو همچون ابن‌سینا و فارابی این کتاب را نگاشته‌است. ابن میمون همچون علمای مسلمان عقل و ایمان و علم و ایمان را با هم سازگار دانسته‌است؛ با وجود این، بسیاری از مطالب مهم فلسفه اسلامی معتزله و اشاعره را مورد انتقاد جدی قرار داده‌است. هدف اصلی این کتاب تطبیق دادن تورات با عقاید و آرای ارسطوست. در این کتاب ابن میمون تناقضات ظاهری بین تورات و عقل بشری را رفع نموده‌است. ابن میمون این کتاب را به زبان عربی و خط عبری نگاشته‌است.[۱۱] این کتاب سه بخش/جزء دارد که به تازگی بخش نخست و دومِ آن توسط ناصر عباس پور، زیر عنوان «راهنمایی سرگشتگان»، نشر ورا، ۱۳۹۷و 1401 ترجمه و چاپ شده‌است. ترجمهٔ ناصر عباس پور بر پایهٔ خط و متن عبری و عربی و با در نظر داشتن پنج ترجمه به زبان‌های اروپایی از این کتاب صورت گرفته‌است: لاتین از بوکستُرف، فرانسه از مونک، آلمانی از ادولف وایس، انگلیسی از فریدلِندِر و پینِس. ترجمهٔ فارسی با پژوهش‌های بسیار در زمینه‌های ادبی، کلامی، فلسفی، تاریخی، طبی، ریاضی و همهٔ زمینه‌هایی که موسی بن میمون در طول مباحث خویش بدان اشارت نموده، انجام شده‌است. می‌توان گفت که پانوشتهای مترجم، ارزش کتاب را از نهفتگی بدر آورده و در واقع کتاب را بازتولید نموده‌است. توضیحات مترجم برای مقایسهٔ دو فرهنگ یهود و اسلام نیز بسی مفید است.
- مقاله فی سنة المنطق
- شرح اسماء العقار: این کتاب یکی از کتاب‌های طبی ابن میمون است که در این کتاب نام‌های مختلف عربی، گیاهان دارویی را ذکر نموده و در کنار آن نام یونانی، رومی، اندلسی، مغربی، مصری، سریانی و فارسی داروهای گیاهی مورد استفاده در طب قدیم را مطرح می‌نماید. این کتاب تحت عنوان «شرح نام گیاهان دارویی» در سال ۱۳۹۲ به فارسی ترجمه و منتشر شده‌است.

## پانوشت‌ها
1. ↑  Goldin, Hyman E. شولحان عاروخ – Code of Jewish Law, Forward to the New Edition. (New York: Hebrew Publishing Company, 1961)
2. ↑  "H-Net". Archived from the original on 9 October 2007. Retrieved 31 March 2015.
3. ↑  "Maimonides Islamic Influences". Plato. Stanford.
4. ↑  "Isaac Newton: "Judaic monotheist of the school of Maimonides"". Achgut.com. 2007-06-19. Retrieved 2010-03-13.
5. ↑  ממשה עד משה לא קם כמשה، ممشه عد مشه لا قم کمشه
6. ↑  Lewis, Bernard. (1996). Cultures in conflict: Christians, Muslims, and Jews in the age of discovery. Oxford University Press. p.88.
7. ↑  دینانی: ۱۳۷۶، صص ۳۵۰–۱
8. ↑  همان
9. ↑  موسی بن میمون (1956). The Guide for the Perplexed (به انگلیسی). Translated by مایکل فریدلندر (دوم ed.). نیویورک: انتشارات دوور. p. ۳۷۸.
10. ↑  http://www.cirp.org/library/cultural/maimonides/
11. ↑  دینانی: ۱۳۷۶، ص ۳۵۱